# Uroobovella sumatrensis
Uroobovella sumatrensis es una especie de arácnido del orden Mesostigmata de la familia Urodinychidae.

## Distribución geográfica
Se encuentra en Sumatra (Indonesia).